# Bernard Plessy
Bernard Plessy, né le 5 septembre 1939 à Saint-Paul-en-Jarez (Loire), est un écrivain français, essayiste et critique littéraire. Agrégé de lettres classiques, il a enseigné en khâgne au lycée Édouard-Herriot et voue la majeure partie de sa carrière au Bulletin des Lettres, revue de critique littéraire fondée à Lyon en 1930, dont il est le rédacteur en chef de 1986 à décembre 2012, date de publication du 713e et dernier numéro de cette revue.

## Biographie
Il naît le 5 septembre 1939, à Saint-Paul-en-Jarez, dans la Loire et obtient son baccalauréat (section Philosophie) en 1956.
De 1957 à 1959, il est en hypokhâgne et en khâgne au lycée du Parc, à Lyon, où il a, entre autres maîtres prestigieux, celui qui devait devenir son proche ami : Victor-Henry Debidour. Il obtient en 1960 sa licence de Lettres classiques à la Faculté de Lettres de Lyon. Il est admis au CAPES de Lettres classiques en 1961 et le 4 août 1963il est agrégé de Lettres classiques.
La première partie de sa carrière professionnelle s'effectue à Saint-Chamond, au lycée Claude-Lebois (1966-1985). En 1977, il entre au jury du CAPES de Lettres modernes, à titre d'examinateur, puis de vice-président. Il le reste jusqu'en 1993. En septembre 1985, il est appelé comme professeur en hypokhâgne au lycée de La Martinière, à Lyon. Deux ans plus tard, il est nommé professeur en khâgne au lycée Édouard-Herriot, dans la même ville. Il y enseigne le français et le grec pendant douze ans. A l'aube du 3e millénaire, il fait valoir ses droits à la retraite. Bernard Plessy est marié et père de quatre enfants.

## Carrière littéraire
L'activité littéraire de Bernard Plessy s'exerce en trois domaines.
Pendant l'époque (1963-1985) où il enseigne près de son lieu de naissance et de résidence, Bernard Plessy consacre plusieurs ouvrages à la région qui est la sienne. Cela va de son village natal, Saint-Paul-en-Jarez, au pied du mont Pilat, à l'Auvergne, en passant par la vallée du Gier et le Forez, notamment le pays de l'Astrée. Il s'agit pour lui de parvenir au cœur de ces lieux et d'en montrer la « secrète beauté », à travers les paysages, le patrimoine monumental et la littérature qu'ils ont suscitée.
En quittant son pays pour la ville, Bernard Plessy quitte aussi cette inspiration et prolonge son enseignement de la littérature en khâgne par des essais sur ses auteurs de prédilection (La Fontaine, Baudelaire).
Le troisième aspect de son activité commence en novembre 1963 lorsque Victor-Henry Debidour lui demande de rejoindre l'équipe du Bulletin des Lettres, dont il est rédacteur-en-chef. Cette revue de critique littéraire a été fondée à Lyon en 1930 par le libraire et bibliophile Armand Lardanchet. Il s'agissait alors de sélectionner les livres qui méritaient un tirage de luxe pour les abonnés. Après l'interruption de la guerre, le Bulletin continue son travail de sélection mais devient une revue critique, avec l'originalité que lui donnait son implantation provinciale. En 1986, à la mort de V.-H. Debidour, Bernard Plessy lui succède comme rédacteur-en-chef. A ce titre, il collabore au traitement de l'actualité littéraire, et surtout fournit une étude préliminaire sur un auteur, un livre, un thème, de la Renaissance à nos jours (plus d'une centaine d'articles).
Après plus de 70 ans, le Bulletin des Lettres met un terme à sa publication, avec son n°713 (décembre 2012).
Dès lors, Bernard Plessy collabore à différents sites ou revues (Aleteia, France Catholique, La Ficelle...) et participe à des ouvrages collectifs (Gustave Thibon, Henri Pourrat). Il travaille à l'édition d'ouvrages chez des éditeurs amis, comme Bernard de Fallois (préface de Sous Ponce Pilate de Gabriel Robin, 2016).

## Prix et distinctions
En 1982, Bernard Plessy reçoit le Prix Georges-Goyau de l'Académie française.
En décembre 2006, il est nommé Chevalier de la Légion d'honneur.